# Megascops watsonii
Megascops watsonii là một loài chim trong họ Strigidae.